# Royal Flight
Royal Flight airlines (in russo: АО «Авиакомпания« Роял Флайт »), precedentemente Abakan-Avia (in russo: ЗАО« Авиакомпания «Абакан-Авиа»), era una compagnia aerea charter con sede ad Abakan, Russia. Operava servizi charter tra città russe e destinazioni in Sri Lanka, Grecia, Egitto, Thailandia, Turchia, Tunisia, India, Indonesia, Emirati Arabi Uniti, Bulgaria, Macao, Taiwan, Vietnam, Cina, Repubblica Dominicana, Cuba e Zanzibar. La sua base principale è l'aeroporto di Abakan (ABA).

## Storia
La compagnia aerea venne fondata nel 1992 come Abakan-Avia da una ex unità della Aeroflot e iniziò ad operare voli cargo nazionali nel 1993 e internazionali nel 1994. Sobol acquisì una quota del 70% nel 1999. Aveva 76 dipendenti (a marzo 2007). Nel 2002, una proposta di fusione con RusAir fallì. 
Nel luglio 2014 è stata acquistata dal tour operator russo Coral Travel e ribattezzata Royal Flight Airlines l'11 luglio. Lo stesso anno è passata al trasporto internazionale di passeggeri e ha ricevuto i primi Boeing 757-200. L'8 marzo 2014 è stato effettuato il primo volo con il nuovo nome sulla rotta Mosca-Adalia.
Dal 25 maggio 2015, Royal Flight ha trasferito i suoi voli da Domodedovo a Sheremetyevo.
Nel maggio 2022, Royal Flight ha sospeso tutte le operazioni.

## Flotta
Al momento della sua chiusura nel 2022, la flotta di Royal Flight era composta da alcuni Boeing 737 Next Generation, tre Boeing 757 e un Boeing 777.